# Амбасада Еритреје у Џуби
Амбасада Еритреје у Џуби (енгл. Embassy of Eritrea, Juba) је дипломатско представништво Еритреје које се налази у главном граду афричке државе Јужни Судан, Џуби. За првог амбасадора изабран је Алем Негаш, 11. јула 2011. године.